# 罕富廷
罕富廷（1906年7月10日—1978年11月27日），字裕卿，名罕機法，而以罕裕卿之名較常見於文獻。:158。
罕富廷參與中國抗日戰爭，受任中國遠征軍第二十集團軍耿滄游擊支隊少將司令、遠征軍第十一集團軍九屬運輸總隊長兼高參:158。
罕富廷自1947年起擔任中華民國第一屆國民大會代表。:158。1950年國共第二次內戰後期，雲南解放，在罕富廷的領導反抗下，耿馬成為雲南省最晚解放的地區。罕富廷撤退至緬甸，擔任雲南反共救國軍軍職，於滇緬邊境活動。:439、440、441曾任第3縱隊、第144縱隊主官，駐地班洪、孟可克:439、440、441中美泰緬四國聯合撤軍軍事委員會會議之後撤至臺灣。:158。1961年起返回金三角持續反共，1978年至臺北出席第一屆國民大會第六次會議，同年11月病逝於臺灣臺北市:158。

## 外部連結
- 數位典藏與數位學習聯合目錄，罕富廷1936年半身照 （页面存档备份，存于）

| 前任： 罕富國 | 耿馬司土司、耿馬設置局局長 1933年—1950年 | 繼任： 無 |